# Villa del Barone

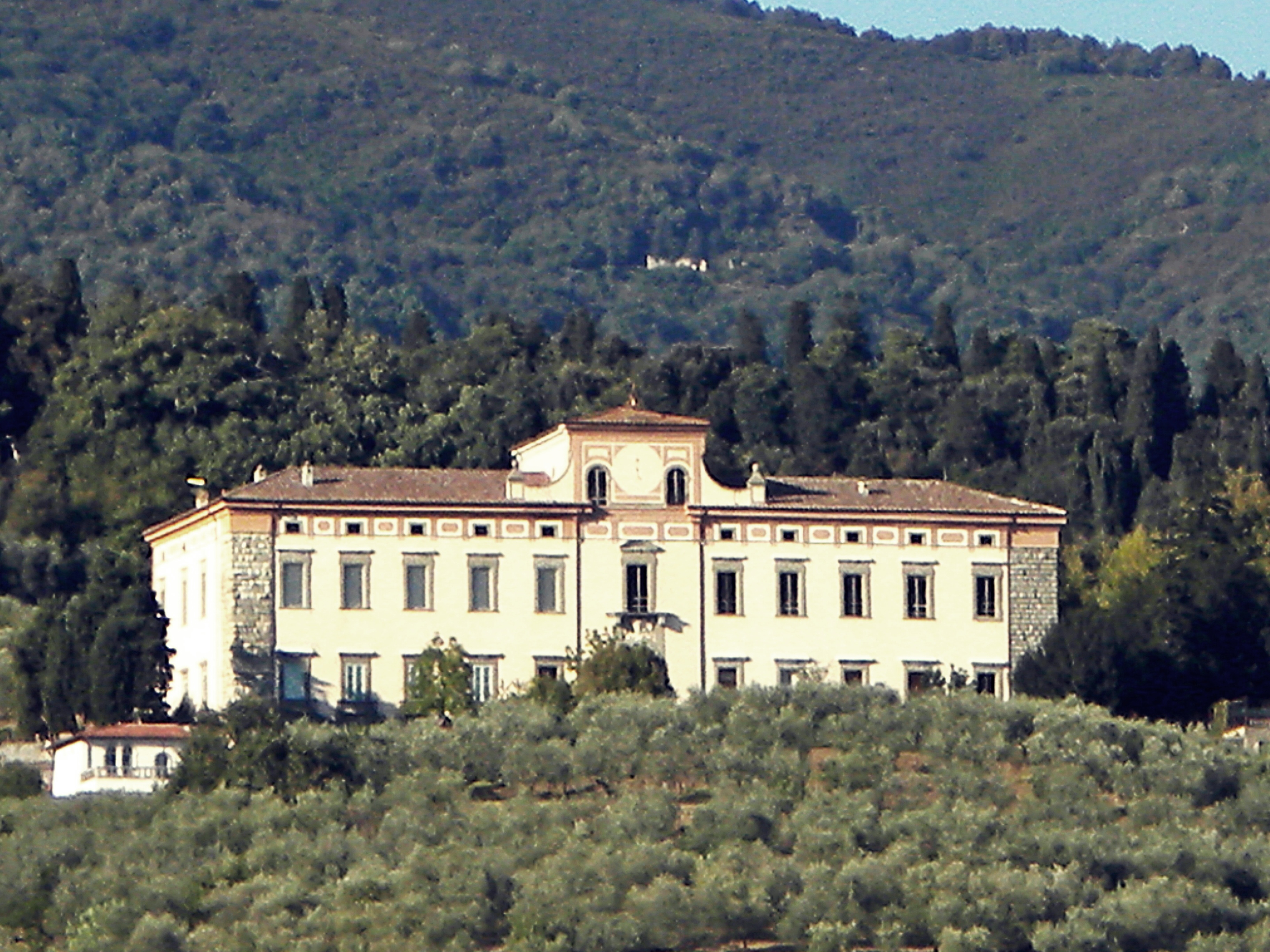
Villa del Barone

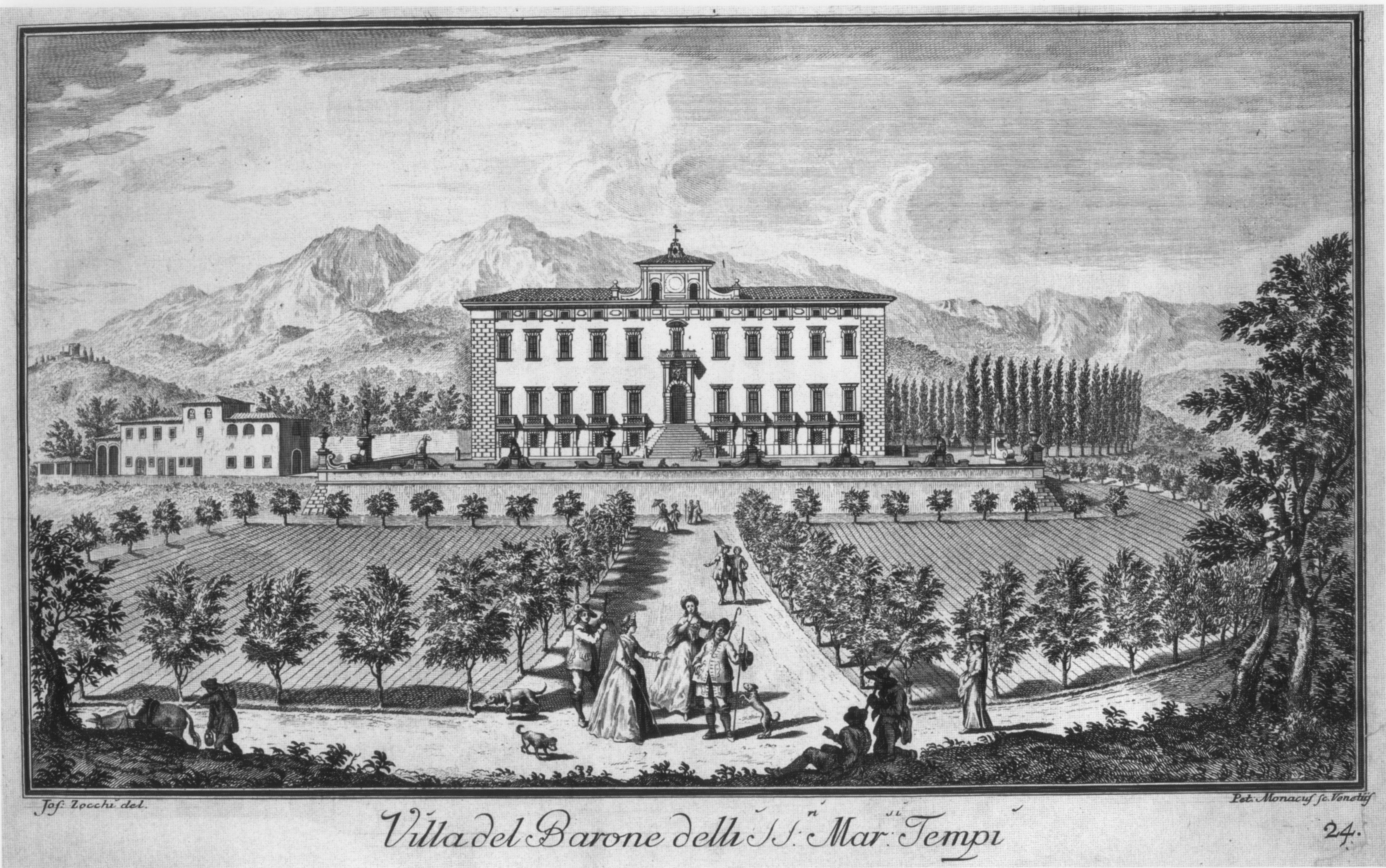
La villa del Barone nella serie di vedute di Giuseppe Zocchi

La Villa del Barone si trova sopra la frazione di Bagnolo di Sopra, nel comune italiano di Montemurlo, in provincia di Prato. 

## Storia
La villa non prese il nome da un dignitario, ma dalla zona circostante detta del Barone, che a sua volta si fa risalire a una radice longobarda e che doveva identificare un insediamento agricolo. 

### La "reggia" di Baccio Valori
Nel Quattrocento il terreno apparteneva alla famiglia Valori di Firenze, che ingrandì gradualmente i propri possedimenti finché verso il 1530 Bartolomeo di Filippo Valori fece costruire l'edificio praticamente ex-novo nelle attuali dimensioni e planimetria, insolitamente monumentali per il territorio fiorentino, a testimoniare una funzione innanzitutto di rappresentanza, tanto che Benedetto Varchi la definì "villa più che reale" e Giorgio Vasari il Giovane nel 1598 ne incluse una planimetria tra gli edifici più importanti del suo tempo. Lo straordinario edificio rifletteva il successo della famiglia Valori alla corte medicea dei papi Leone X e Clemente VIII, coronato dalla sua partecipazione all'assedio di Firenze e dalla nomina di Baccio Valori, immediatamente dopo, a governatore della città ripresa. Nonostante l'importanza dell'edificio, non esistono né documenti né attribuzioni antiche dell'edificio a un architetto. Solo nel dopoguerra si sono avanzati i nomi di Baccio d'Agnolo (Giuseppe Marchini) o di Antonio da Sangallo il Vecchio.
Ribellatosi però alla successione di Cosimo I, Baccio Valori radunò proprio a Montemurlo le forze dei fuorusciti fiorentini, ma venne sconfitto nel 1537 e giustiziato. Tutti i suoi possedimenti furono confiscati dagli ufficiali dei ribelli e poi venduti.

### I Tempi
Dal 1546 il Barone fu dei Panciatichi, che fecero lavori di ricostruzione, poi dei Rossi di San Secondo dal 1557, divenuta residenza del vescovo di Pavia, già governatore di Roma, Giovan Girolamo de' Rossi. I Rossi la tennero sino al 1693, quando venne venduta per ventunmila scudi a Francesco Tempi il quale ottenne il 10 dicembre 1714 il titolo nobiliare facendo dichiarare l'ampia tenuta marchesato. 
In quel periodo furono promossi importanti lavori di ammodernamento, databili tra il 1712 e il 1722 per gli esterni (con rialzamento del piano sottogronda) e tra il 1725 e il 1750 per l'interno. L'architetto incaricato fu Anton Maria Ferri, che dovette redigere il progetto, mentre il cantiere di trasformazione fu diretto dal suo allievo Pietro Paolo Giovannozzi. 
Il giardino sul terrazzamento antistante fu risistemato dal fiorentino Alessandro Saller, che subentrò a Ferdinando Ruggieri nella direzione dei lavori. 
I suoi discendenti tennero la villa fino al 1770, quando passò a Ferdinando Marzi-Medici, che però fu autorizzato dal Granduca ad assumere il cognome Tempi per subentrare nel marchesato.

### Vicende successive
Nel 1847 il casato si estinse di nuovo e definitivamente, passando tutti i beni a Maria Ottavia Vettori Guerrini, nipote dell'ultimo marchese Luigi Tempi, donna colta e raffinata e madre (fuori matrimonio) del pittore macchiaiolo Cristiano Banti. I figli di quest'ultimo ebbero in eredità la villa alla morte della donna.
Successivamente, dal 1937-38, venne acquistata dai Coppedè. Passata per altri proprietari, subì gravi problemi strutturali (uno slittamento del terreno verso valle che poteva portare anche al completo crollo) e fu di fatto abbandonata fino alla fine degli anni Novanta, durante i quali subì la dispersione degli arredi (illegale, per la presenza di vincolo della soprintendenza) e numerosi furti e vandalismi.
Il degrado si è arrestato solo col il XXI secolo, quando è stata acquistata dagli industriali Bini di Prato, che ne hanno promosso la messa in sicurezza e lavori di restauro.

## Descrizione

### Esterno

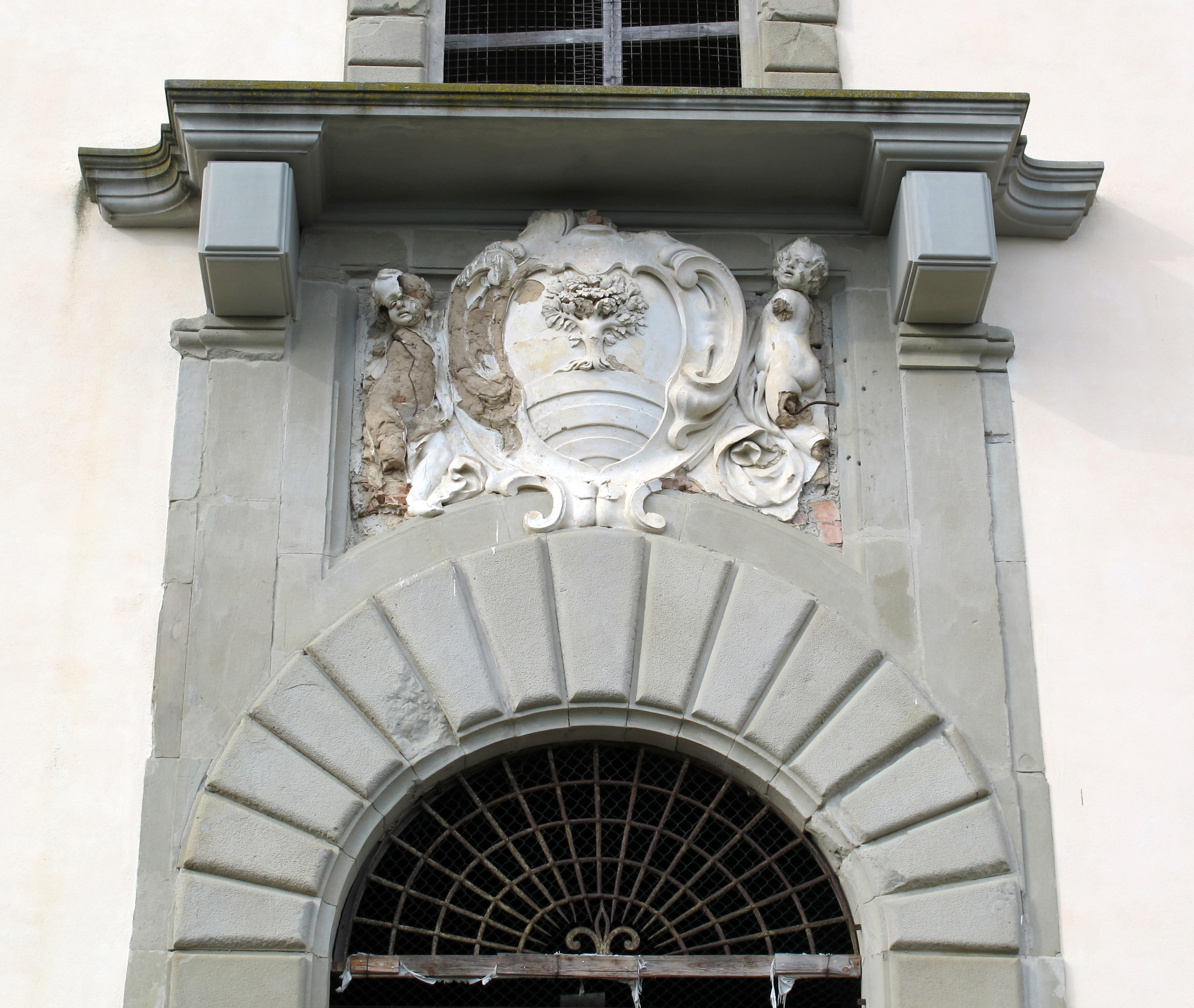
Lo stemma Tempi in facciata

Situata in posizione dominante sul monte Javello, tra i rii un tempo chiamati Sermogliana e Fontanelle, la villa ha una pianta a "U" che non ha paragoni nel panorama fiorentino, e che sembra anzi rifarsi alla villa della Farnesina a Roma di Baldassarre Peruzzi.
I due corpi laterali più bassi sono della seconda metà del Cinquecento, ma l'aspetto attuale risente soprattutto delle ristrutturazione del periodo dei marchesi Tempi, il cui stemma si trova in facciata (opera del ticinese Marcantonio Pandolfi, 1718), al di sotto del balcone e in asse col fastigio centrale dove si trova l'orologio.
La facciata, ampia e simmetrica, è rivolta verso la piana; inquadrata da due fasce a bugnato sugli spigoli, ha undici assi di finestre su due piani principali, oltre al sottotetto e agli ampi seminterrati, che prendono luce da aperture a tabella tra i mensoloni delle aperture del piano terra. Queste ultime sono dotate di parapetto a balaustra e da mostre di bugnato liscio coi giunti inclinati verso il centro (secondo un disegno ripreso anche dalle aperture rettangolari al piano superiore). Infine nel sottogronda settecentesco si vedono finestrini fra triglifi e specchiature mistilinee. 
Lo scalone ricurvo a doppia rampa, risalente al primo quarto dell'Ottocento, è stato correntemente asportato nei lavori di consolidamento, e verrà probabilmente ricostruito in stile. Il grande portale centinato era affiancato dalle statue della Primavera e dell'Autunno di Massimiliano Soldani Benzi (1730-40 circa), pure rimosse durante lo svolgimento dei lavori.
I prospetti laterali ripetono il medesimo disegno di quello frontale. Ad essi sono accostati corpi più bassi, in particolare ad est si trova la cappella, che risale al 1735 circa, ed ha una scala a doppia rampa, un portalino con timpano e una finestra a campana. Più modesti sono i prospetti settecenteschi sul cortile interno.
Dietro la villa, sulla strada, rimangono i resti di un ninfeo settecentesco. A lato, dove si trova il cancello con l'ingresso alla villa, si vede oltre la strada un "selvatico" ottocentesco, un parco romantico (oggi inselvatichito) circondato da una muraglia con elementi neoegizi nei pressi del cancello di accesso. 
Sul lato opposto, a occidente, si trova il complesso delle scuderie, già restaurate, con colombaia centrale.

### Interni

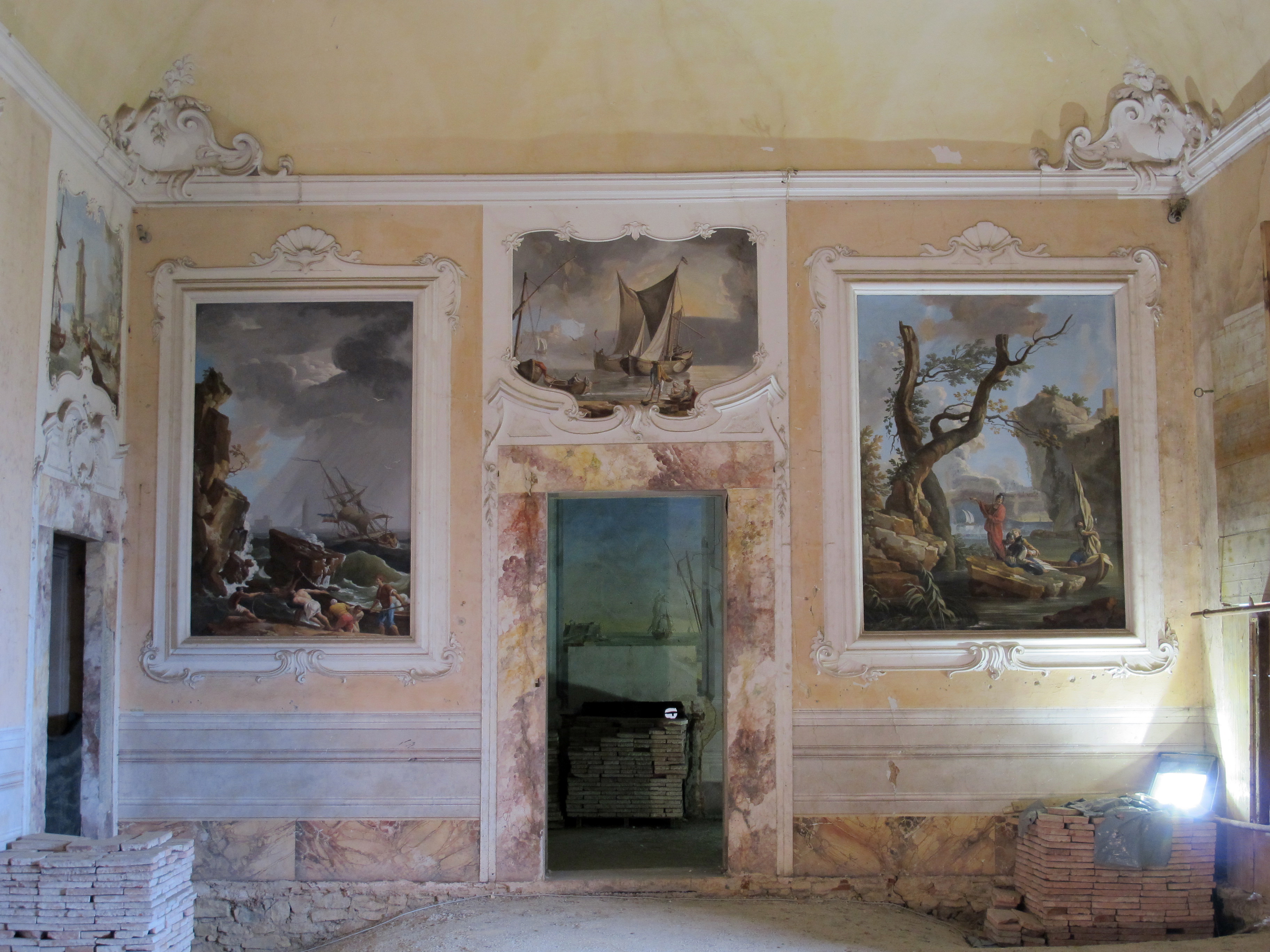
Sala delle Marine

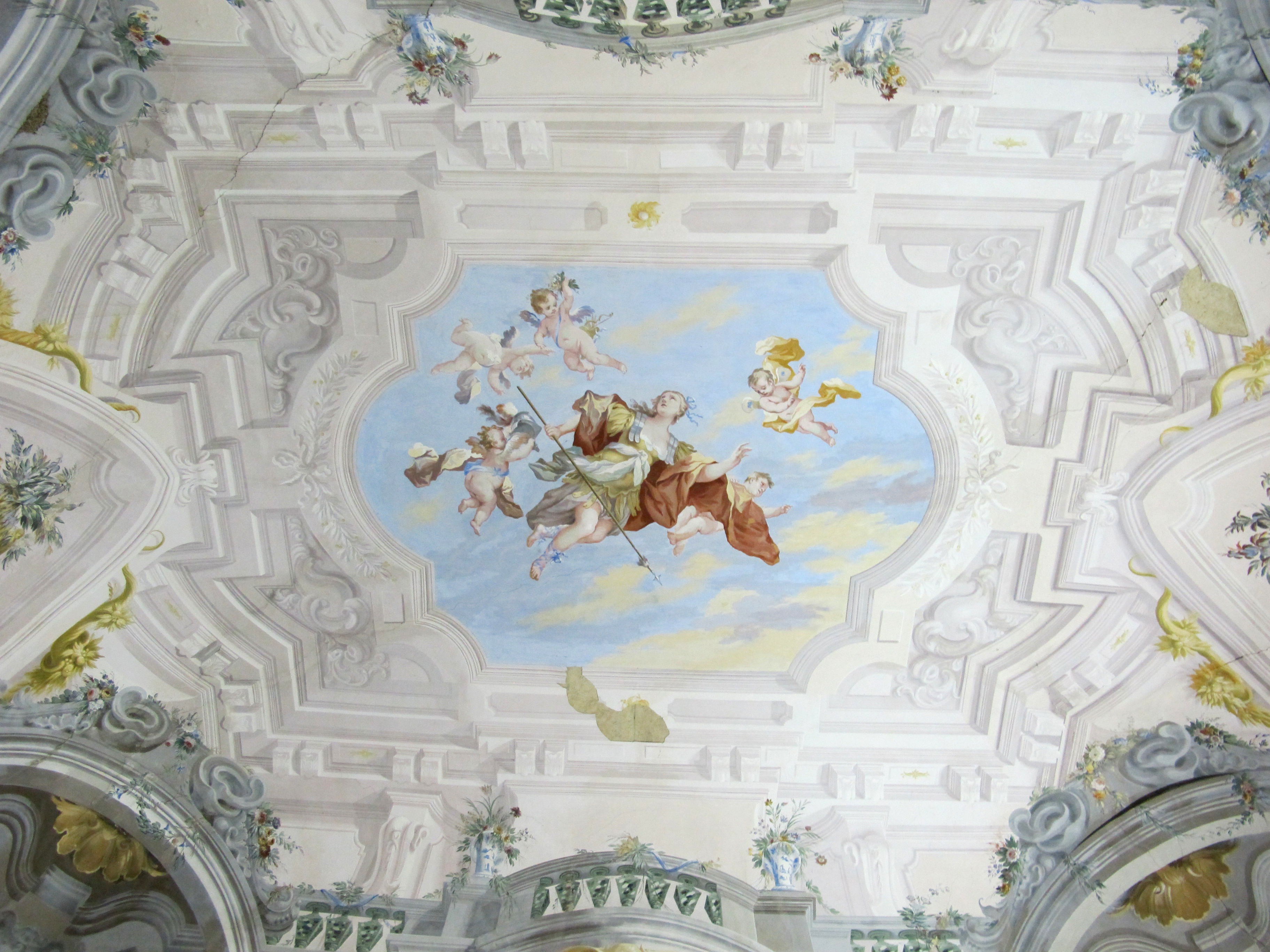
Sala di Minerva

La descrizione degli interni si basa su dati prima dell'abbandono e delle spoliazioni, e al momento nessun bene mobile è presente nella villa; alcuni, quelli che si è riusciti a salvare, sono nei depositi di palazzo Pitti a Firenze e saranno ricollocati a conclusione dei restauri; non è possibile tuttavia stabilire l'aspetto che avranno gli ambienti della villa al termine dei lavori. 
Dal portale principale si accede a un grande salone, che arriva fino alla parete posteriore, in comunicazione con il cortile. È decorato da nicchie in cui si trovavano copie della fine del Settecento di opere classiche. Da qui si dipartono alcune sale e la galleria, che porta allo scalone monumentale. Pitture e stucchi tardobarocchi sono opera soprattutto dei decoratori ticinesi Giovan Battista Neuroni e Bernardo Verdi, databili al 1727-1731, mentre altre stanze hanno decori di gusto neoclassico.
La galleria, riferita al Giovannozzi, è introdotta da un arcone in stucco con colonne tuscaniche binate e trabeazione classica, in scagliola a imitare il marmo. Il vano è poi scandito da colonne simili, ad accentuare un progresso scenografico, culminante con uno stemma della famiglia Tempi.
Interessante è la sala delle Marine, che mostra pitture a tempera (tuttora in loco e tutto sommato in buono stato di conservazione) di soggetti marini, eseguiti da Antonio Cioci nel 1765-1766 e incorniciate da stucchi di Carlo Socci. Lo stesso Cioci eseguì delle vedute a monocromo in una solotto al secondo piano. 
Sempre nell'ala orientale si trova la sala di Minerva, con volta "a sfondato" che simula l'apertura di un paesaggio con architetture dipinte e rovine, attribuite a Lorenzo del Moro. 
Al secondo piano il salone aveva sei tele di Niccolò Pintucci, trafugate e vendute illegalmente; ma, rintracciate e confiscate, le tele sono oggi nei depositi fiorentini in attesa del ricollocamento. Allo stesso autore si deve forse anche la decorazione di una sala nell'ala di ponente. Altre decorazioni del primo Ottocento comprendono paesaggi, drappi dipinti e citazioni neoegizie, sia al primo che al secondo piano.

### Cappella
La cappella, con vano coperto a botte, ha un altare in stucchi degli stessi autori ticinesi Neuroni/Verdi, ornato da festoni e putti a tutto tondo. La tela già in loco, attribuita ad Agostino Veracini, raffigura la Madonna col Bambino tra i santi Antonio da Padova e Francesco di Paola.